# Gouvernement de Chicago

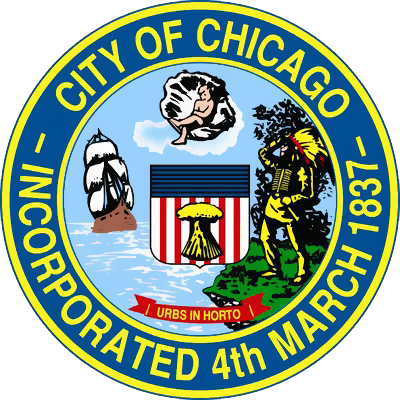
Sceau de Chicago.

Logo de la ville.

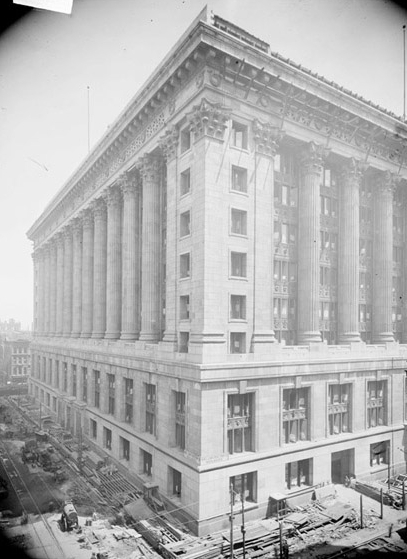
L'hôtel de ville de Chicago vers 1913.

Le gouvernement de la ville de Chicago, dans l'Illinois, est divisé en branches exécutive et législative. Il se compose du maire (chef du gouvernement), d'un trésorier, d'un greffier et de cinquante conseillers municipaux.

## Administration municipale

### Pouvoir exécutif
Le maire de Chicago (Mayor of Chicago) est le chef du pouvoir exécutif,. Il est élu au suffrage direct par tous les habitants de la ville pour un mandat de quatre ans indéfiniment renouvelable. Le maire est chargé de contrôler tous les services municipaux et organismes de la ville (Departments), ainsi que les différentes administrations spécialisées. Il dirige et surveille les différents chefs qu'il nomme à la tête de ces services municipaux (comme le Chicago Police Department ou le Chicago Fire Department par exemple). Il détient un droit de veto au conseil municipal de Chicago.
En plus du maire, deux autres agents sont élus au suffrage direct par tous les habitants de la ville : le greffier et le trésorier.

### Pouvoir législatif
Le conseil municipal de Chicago (Chicago City Council) est la branche législative du gouvernement. Il se compose de 50 conseillers municipaux (alderman ou alderwoman) élu au suffrage direct par les habitants de chacune des 50 circonscriptions (wards) de la ville de Chicago. Le conseil décrète les ordonnances locales, adopte les lois, et approuve le budget de la ville proposé par le maire. Les priorités et les activités du gouvernement sont établies dans une ordonnance de budget habituellement adoptée chaque année au mois de novembre. Le conseil prend les mesures officielles par le passage des ordonnances et des résolutions.

### Siège du gouvernement
L'hôtel de ville de Chicago (Chicago City Hall) est le siège officiel du gouvernement de la ville de Chicago (City of Chicago Government) et se trouve au 121 North LaSalle Street. Adjacent des bâtiments du Richard J. Daley Center et du James R. Thompson Center, l'hôtel de ville abrite les bureaux du maire, du greffier municipal, du trésorier de la ville, et de certains services publics de la ville. Les chambres du conseil municipal de Chicago se trouvent sur le côté ouest du bâtiment.